# Longxi International Hotel
Das Longxi International Hotel (ehemals Hanging Village of Huaxi) ist der Name eines von dem Architekturbüro A+E Design entworfenen Wolkenkratzers in der chinesischen Stadt Jiangyin. Das Gebäude hat, nachdem der Bau im Jahr 2007 begann, im September 2010 seine Endhöhe von 328 Metern erreicht und wurde genau ein Jahr später, im September 2011 vollständig fertiggestellt. Es ist damit das höchste Bauwerk der Stadt und überragt sogar den Eiffelturm um vier Meter. Der Wolkenkratzer verfügt über 72 Stockwerke, in deren unteren Bereich ein Hotel untergebracht ist. Weiter oben sind Wohnräume entstanden. Im Gegensatz zu vielen anderen Wolkenkratzern (vor allem dieser Größe) befindet sich das Gebäude etwas außerhalb der Stadt und nicht im unmittelbaren Zentrum. Die offizielle Eröffnung fand am 12. Oktober 2011 statt.